# Kulik (Ruskie Piaski)
Kulik – część wsi Ruskie Piaski w Polsce położona w województwie lubelskim, w powiecie zamojskim, w gminie Nielisz.
W latach 1975–1998 Kulik należał administracyjnie do województwa zamojskiego.